# Kanovaren op de Olympische Zomerspelen 2016 – K-1 200 meter vrouwen
De K-1 200 meter vrouwen op de Olympische Zomerspelen 2016 vond plaats op maandag 15 en dinsdag 16 augustus 2016. Regerend olympisch kampioene was Lisa Carrington uit Nieuw-Zeeland, die in Rio de Janeiro haar titel met succes verdedigde. Er werden drie series geroeid, waarbij de langzaamste kanoër afviel. De overige deelneemsters plaatsten zich voor de halve finales, met de gouden finale op 16 augustus 2016.

## Resultaten

### Series

#### Serie 1
| rang | naam             | land          | tijd   |   |
| ---- | ---------------- | ------------- | ------ | - |
| 1    | Lisa Carrington  | Nieuw-Zeeland | 40.422 | Q |
| 2    | Francisca Laia   | Portugal      | 41.368 | Q |
| 3    | Natasa Janics    | Hongarije     | 41.403 | Q |
| 4    | Yu Zhou          | China         | 42.187 | Q |
| 5    | Olivera Moldovan | Servië        | 43.339 | Q |
| 6    | Marina Toribiong | Palau         | 48.913 | Q |
| 7    | Menatalla Karim  | Egypte        | 49.596 |   |

#### Serie 2
| rang | naam                    | land             | tijd   |   |
| ---- | ----------------------- | ---------------- | ------ | - |
| 1    | Marta Walczykiewicz     | Polen            | 40.263 | Q |
| 2    | Špela Ponomarenko Janić | Slovenië         | 40.387 | Q |
| 3    | Andreanne Langlois      | Canada           | 40.956 | Q |
| 4    | Inna Klinova            | Kazachstan       | 41.030 | Q |
| 5    | Jess Walker             | Groot-Brittannië | 41.123 | Q |
| 6    | Henriette Hansen        | Denemarken       | 42.455 | Q |
| 7    | Anne Cairns             | Samoa            | 43.652 |   |

#### Serie 3
| rang | naam                 | land             | tijd   |   |
| ---- | -------------------- | ---------------- | ------ | - |
| 1    | Sarah Guyot          | Frankrijk        | 40.317 | Q |
| 2    | Linnea Stensils      | Zweden           | 40.828 | Q |
| 3    | Teresa Portela Rivas | Spanje           | 40.844 | Q |
| 4    | Lasma Liepa          | Turkije          | 41.760 | Q |
| 5    | Viktoria Schwarz     | Oostenrijk       | 42.847 | Q |
| 6    | Ana Paula Vergutz    | Brazilië         | 44.239 | Q |
| 7    | Maggie Hogan         | Verenigde Staten | 44.668 |   |

#### Serie 4
| rang | naam                    | land         | tijd   |   |
| ---- | ----------------------- | ------------ | ------ | - |
| 1    | Inna Osipenko-Rodomska  | Azerbeidzjan | 40.702 | Q |
| 2    | Martina Kohlova         | Slowakije    | 41.231 | Q |
| 3    | Bridgitte Ellen Hartley | Zuid-Afrika  | 41.698 | Q |
| 4    | Yusmari Mengana         | Cuba         | 41.701 | Q |
| 5    | Conny Waßmuth           | Duitsland    | 41.972 | Q |
| 6    | Sabrina Ameghino        | Argentinië   | 42.417 | Q |
| 7    | Olga Umaralijeva        | Oezbekistan  | 45.525 |   |

### Halve finales

#### Halve finale 1
| rang | naam                    | land             | tijd   |   |
| ---- | ----------------------- | ---------------- | ------ | - |
| 1    | Marta Walczykiewicz     | Polen            | 40.619 | Q |
| 2    | Linnea Stensils         | Zweden           | 41.245 | Q |
| 3    | Bridgitte Ellen Hartley | Zuid-Afrika      | 41.478 | Q |
| 4    | Jess Walker             | Groot-Brittannië | 41.483 | B |
| 5    | Francisca Laia          | Portugal         | 41.573 | B |
| 6    | Yusmari Mengana         | Cuba             | 41.688 | B |
| 7    | Olivera Moldovan        | Servië           | 42.123 |   |
| 8    | Ana Paula Vergutz       | Brazilië         | 44.362 |   |

#### Halve finale 2
| rang | naam                    | land         | tijd   |   |
| ---- | ----------------------- | ------------ | ------ | - |
| 1    | Inna Osipenko-Rodomska  | Azerbeidzjan | 39.803 | Q |
| 2    | Sarah Guyot             | Frankrijk    | 40.516 | Q |
| 3    | Špela Ponomarenko Janić | Slovenië     | 40.797 | Q |
| 4    | Natasa Janics           | Hongarije    | 40.962 | B |
| 5    | Yu Zhou                 | China        | 41.017 | B |
| 6    | Sabrina Ameghino        | Argentinië   | 41.934 |   |
| 7    | Viktoria Schwarz        | Oostenrijk   | 43.072 |   |
| 8    | Henriette Hansen        | Denemarken   | 43.300 |   |

#### Halve finale 3
| rang | naam                 | land          | tijd   |   |
| ---- | -------------------- | ------------- | ------ | - |
| 1    | Lisa Carrington      | Nieuw-Zeeland | 39.561 | Q |
| 2    | Teresa Portela Rivas | Spanje        | 40.241 | Q |
| 3    | Inna Klinova         | Kazachstan    | 40.381 | Q |
| 4    | Martina Kohlova      | Slowakije     | 41.286 | B |
| 5    | Andreanne Langlois   | Canada        | 41.350 | B |
| 6    | Conny Waßmuth        | Duitsland     | 41.725 |   |
| 7    | Lasma Liepa          | Turkije       | 41.866 |   |
| 8    | Marina Toribiong     | Palau         | 48.306 |   |

### Finales

#### Finale B
| rang | naam                    | land             | tijd   |  |
| ---- | ----------------------- | ---------------- | ------ |  |
| 9    | Natasa Janics           | Hongarije        | 41.673 |  |
| 10   | Martina Kohlova         | Slowakije        | 41.787 |  |
| 11   | Yu Zhou                 | China            | 41.928 |  |
| 12   | Yusmari Mengana         | Cuba             | 42.036 |  |
| 13   | Bridgitte Ellen Hartley | Zuid-Afrika      | 42.066 |  |
| 14   | Andréanne Langlois      | Canada           | 42.099 |  |
| 15   | Jess Walker             | Groot-Brittannië | 42.205 |  |
| 16   | Francisca Laia          | Portugal         | 42.695 |  |

#### Finale A
| rang   | naam                    | land          | tijd   |  |
| ------ | ----------------------- | ------------- | ------ |  |
| Goud   | Lisa Carrington         | Nieuw-Zeeland | 39.864 |  |
| Zilver | Marta Walczykiewicz     | Polen         | 40.279 |  |
| Brons  | Inna Osipenko-Rodomska  | Azerbeidzjan  | 40.401 |  |
| 4      | Špela Ponomarenko Janić | Slovenië      | 40.769 |  |
| 5      | Sarah Guyot             | Frankrijk     | 40.894 |  |
| 6      | Maria Teresa Portela    | Spanje        | 41.053 |  |
| 7      | Linnea Stensils         | Zweden        | 41.293 |  |
| 8      | Inna Klinova            | Kazachstan    | 41.521 |  |